# Guljelm Radoja
Guljelm Radoja (ur. 2 lipca 1945 w Szkodrze, zm. 5 maja 2021 w Tiranie) – albański aktor.

## Życiorys
W 1967 ukończył studia na wydziale aktorskim Instytucie Sztuk w Tiranie. Przez rok pracował w teatrze w Librazhdzie, a następnie przeniósł się do Teatru Bylis w Fierze, gdzie pracował jako reżyser, a jednocześnie w teatrze w Durrës jako aktor. Stamtąd przeniósł się do stolicy, gdzie podjął pracę w Teatrze Ludowym (alb. Teatri Popullor).
Na ekranie filmowym zadebiutował w 1970 epizodyczną rolą w filmie Gjurma. Potem wystąpił jeszcze w 34 filmach fabularnych. Został uhonorowany tytułem Zasłużonego Artysty (alb. Artist i Merituar).
W 1991 startował bez powodzenia w wyborach do parlamentu albańskiego, jako kandydat Demokratycznej Partii Albanii. Zmarł w szpitalu w Tiranie z powodu komplikacji wywołanych infekcją koronawirusem COVID-19.

## Filmografia
- 1970: Gjurma jako inżynier
- 1974: Shtigje lufte jako fotograf
- 1975: Ne fillim te veres jako Gurabardhi
- 1975: Zani partizani jako komisarz
- 1976: Dimri i fundit jako oficer niemiecki
- 1977: Shembja e idhujve jako archeolog
- 1978: Gjeneral gramafoni jako Alberto
- 1978: I treti jako major Kell
- 1978: Ne pyjet me bore ka jete jako inżynier Ylli
- 1979: Dorina jako Viktor
- 1979: Mesonjetorja jako Stefan Bardhi
- 1980: Gezhoja e vjeter jako Servet
- 1980: Goditja jako Agim
- 1982: Era e ngrohtë e thellesivë jako dyrektor
- 1982: Rruga e lirise jako Aleks
- 1982: Nëntori i dytë jako Lym Kepi
- 1983: Gracka jako Refik
- 1984: Kush vdes ne kembe jako Petro Luarasi
- 1984: Vendimi jako pułkownik Luçiano
- 1985: Asgje nuk harrohet jako rybak
- 1985: Mondi dhe Diana jako ojciec
- 1985: I paftuarit jako lekarz
- 1987: Eja! jako Lirim
- 1987: Vrasje ne gjueti jako Pertef
- 1988: Flutura ne kabinen time jako Marku
- 1989: Kthimi i ushtrise se vdekur jako ksiądz
- 1992: Vdekja e burrit
- 1994: Nekrologji jako nadworny artysta
- 1994: Dashuria e fundit jako obcokrajowiec
- 1996: Kolonel Bunker jako prokurator
- 1998: Dasma e Sakos jako syn Sako
- 1999: Une, ti dhe Kasandra jako Albert
- 2001: Njerez dhe Fate
- 2009: Kronika provinciale
- 2009: Albańczyk jako ojciec Etlevy
- 2010: Ditët e humbura
- 2012: Në kërkim të kujt jako lekarz
- 2014: Bota jako Engjell
- 2019: Otwarte drzwi jako recepcjonista
- 2019: Dashuria s'mjafton jako ojciec Albana